# Chloroleucon
Genre
Chloroleucon est un genre de plantes à fleurs dicotylédones de la famille des Fabaceae, sous-famille des Mimosoideae, originaire des régions tropicales d'Amérique, qui comprend une dizaine d'espèces acceptées.

## Liste d'espèces
Selon The Plant List (20 novembre 2018) :
- Chloroleucon acacioides (Ducke) Barneby & J.W.Grimes
- Chloroleucon chacoense (Burkart) Barneby & J.W.Grimes
- Chloroleucon dumosum (Benth.) G.P.Lewis
- Chloroleucon eurycyclum Barneby & J.W.Grimes
- Chloroleucon extortum Barneby & J.W.Grimes
- Chloroleucon foliolosum (Benth.) G.P.Lewis
- Chloroleucon guantanamense Britton & Rose
- Chloroleucon mangense (Jacq.) Britton & Rose
- Chloroleucon tenuiflorum (Benth.) Barneby & J.W.Grimes
- Chloroleucon tortum (Mart.) Pittier